# Serie A Femenina 2022-23
La Serie A Femminile 2022-23 (también conocida como Serie A TIMVISION por motivos de patrocinio) fue la 56.ª temporada de la Serie A Femminile, máxima división de fútbol femenino en Italia. Fue la primera temporada completamente profesional.

## Equipos
| Equipo            | Ciudad            | Entrenador             | Estadio                                                         | Aforo  | Proveedor   | Patrocinador      |
| ----------------- | ----------------- | ---------------------- | --------------------------------------------------------------- | ------ | ----------- | ----------------- |
| Como              | Como              | Sebastián de la Fuente | Stadio Ferruccio (Seregno)                                      | 3 700  | Adidas      | Vergapromozionali |
| Fiorentina        | Florencia         | Patrizia Panico        | Stadio Comunale Gino Bozzi                                      | 3 800  | Kappa       | Mediacom          |
| Inter de Milán    | Milán             | Rita Guarino           | Suning Youth Development Centre in Memory of Giacinto Facchetti |        | Nike        | Pirelli           |
| Juventus de Turín | Turín             | Joe Montemurro         | Juventus Center (Vinovo)                                        | 400    | Adidas      | Jeep              |
| Milan             | Milán             | Maurizio Ganz          | Centro Sportivo Vismara                                         | 1 200  | Puma        | Banco BPM         |
| Parma             | Parma             | Fabio Ulderici         | Estadio Ennio Tardini                                           | 22 352 | Erreà       | Colser            |
| Pomigliano        | Pomigliano d'Arco | Domenico Panico        | Stadio Ugo Gobbato                                              | 1 600  | ap.line     | Pomilia Gas       |
| Roma              | Roma              | Alessandro Spugna      | Stadio Tre Fontane                                              | 4 000  | New Balance | Digitalbits       |
| Sampdoria         | Génova            | Antonio Cincotta       | Campo Sportivo Tre Campanili (Bogliasco)                        |        | Macron      | Banca Ifis        |
| Sassuolo          | Sassuolo          | Gianpiero Piovani      | Stadio Enzo Ricci                                               | 4 008  | Kappa       | Mapei             |

## Primera fase

### Clasificación
|                                                                   | Equipo         | Puntos | J  | G  | E | P  | GF | GC | DG  |
| ----------------------------------------------------------------- | -------------- | ------ | -- | -- | - | -- | -- | -- | --- |
| 1                                                                 | Roma           | 48     | 18 | 16 | 0 | 2  | 43 | 12 | 31  |
| 2                                                                 | Juventus       | 40     | 18 | 12 | 4 | 2  | 46 | 17 | 29  |
| 3                                                                 | Inter de Milán | 35     | 18 | 10 | 5 | 3  | 45 | 20 | 25  |
| 4                                                                 | AC Milan       | 34     | 18 | 11 | 1 | 6  | 38 | 27 | 11  |
| 5                                                                 | Fiorentina     | 34     | 18 | 11 | 1 | 6  | 30 | 30 | 0   |
| 6                                                                 | Sassuolo       | 17     | 18 | 4  | 5 | 9  | 18 | 28 | -10 |
| 7                                                                 | Pomigliano     | 14     | 18 | 4  | 2 | 12 | 14 | 31 | -17 |
| 8                                                                 | Parma          | 13     | 18 | 3  | 4 | 11 | 18 | 41 | -23 |
| 9                                                                 | Como           | 11     | 18 | 2  | 5 | 11 | 18 | 35 | -17 |
| 10                                                                | Sampdoria      | 10     | 18 | 3  | 1 | 14 | 9  | 38 | -29 |
| Fuente: Serie A Femenina - Primera Fase; actualización automática |                |        |    |    |   |    |    |    |     |

Los primeros cinco clasificados se clasifican al grupo de campeonato, mientras que los últimos cinco se clasifican al grupo de descenso.

### Resultados
| Local \ Visitante | COM | FIO | INT | JUV | MIL | PAR | POM | ROM | SAM | SAS |
| ----------------- | --- | --- | --- | --- | --- | --- | --- | --- | --- | --- |
| Como              | —   | 2–3 | 1–3 | 0–6 |     | 4–1 |     |     | 0–1 | 2–2 |
| Fiorentina        | 2–1 | —   | 0–0 |     | 1–6 | 2–1 |     |     | 2–1 | 2–0 |
| Inter Milan       |     |     | —   | 0–2 | 4–0 | 4–1 | 6–1 | 1–2 |     |     |
| Juventus          | 1–1 | 2–0 | 3–3 | —   |     |     | 3–0 | 1–0 |     |     |
| AC Milan          | 3–3 | 1–3 |     | 4–3 | —   |     |     | 0–2 | 2–1 | 3–1 |
| Parma             |     |     | 2–2 | 1–2 | 0–4 | —   | 1–3 |     |     | 2–1 |
| Pomigliano        | 2–2 | 0–1 |     |     | 2–1 |     | —   | 0–2 | 1–0 |     |
| Roma              | 1–0 | 2–1 |     |     | 2–0 | 5–0 | 2–0 | —   | 2–0 |     |
| Sampdoria         |     |     | 0–2 | 0–4 |     | 0–0 | 2–1 |     | —   | 0–2 |
| Sassuolo          |     |     | 1–1 | 1–1 |     | 2–2 | 2–1 | 0–1 | 1–2 | —   |

## Segunda fase

### Grupo de Campeonato
|                                                                          | Equipo         | Puntos | J  | G  | E | P  | GF | GC | DG |
| ------------------------------------------------------------------------ | -------------- | ------ | -- | -- | - | -- | -- | -- | -- |
| 1                                                                        | Roma           | 64     | 24 | 21 | 1 | 2  | 64 | 20 | 44 |
| 2                                                                        | Juventus       | 51     | 24 | 15 | 6 | 3  | 62 | 29 | 33 |
| 3                                                                        | AC Milan       | 41     | 25 | 12 | 5 | 8  | 51 | 42 | 9  |
| 4                                                                        | Inter de Milán | 39     | 24 | 11 | 6 | 7  | 54 | 35 | 19 |
| 5                                                                        | Fiorentina     | 39     | 25 | 12 | 3 | 10 | 40 | 49 | -9 |
| Fuente: Serie A Femenina - Grupo de Campeonato; actualización automática |                |        |    |    |   |    |    |    |    |

Los dos primeros clasificados se clasifican a la Liga de Campeones, el primero a la segunda ronda y el segundo, a la primera.

### Grupo de Descenso
|                                                                        | Equipo     | Puntos | J  | G  | E | P  | GF | GC | DG  |
| ---------------------------------------------------------------------- | ---------- | ------ | -- | -- | - | -- | -- | -- | --- |
| 6                                                                      | Sassuolo   | 35     | 25 | 10 | 5 | 10 | 34 | 35 | -1  |
| 7                                                                      | Como       | 25     | 24 | 6  | 7 | 11 | 29 | 41 | -12 |
| 8                                                                      | Pomigliano | 18     | 24 | 5  | 3 | 16 | 23 | 45 | -22 |
| 9                                                                      | Parma      | 16     | 25 | 3  | 7 | 15 | 28 | 57 | -29 |
| 10                                                                     | Sampdoria  | 15     | 24 | 4  | 3 | 17 | 16 | 48 | -32 |
| Fuente: Serie A Femenina - Grupo de Descenso; actualización automática |            |        |    |    |   |    |    |    |     |

El último clasificado descenderá a la Serie B, mientras que el segundo jugará un playoff contra el segundo clasificado de la segunda división.